# Compagnia aerea di bandiera
Una compagnia aerea di bandiera è una società dedita al trasporto aereo, che gode di diritti preferenziali o di privilegi concessi dal governo di uno Stato.

## Storia
La locuzione "compagnia di bandiera" si riferiva in passato alle compagnie aeree possedute da uno Stato. I governi le hanno costituite o ne hanno preso il controllo a causa degli alti costi di realizzazione e di funzionamento delle compagnie aeree da parte dei privati.  L'industria del trasporto aereo comprende anche i diritti di sorvolo e di scalo che sono spesso negoziati tra i governi, negando così il diritto ad un mercato aperto. Questi accordi bilaterali di trasporto aereo, erano validi solo per le compagnie aeree di bandiera ed erano siglati tra i governi per evitare di essere in svantaggio di fronte alla concorrenza.
Alcuni paesi hanno fondato le compagnie aeree di bandiera per ragioni nazionalistiche o per aiutare l'economia nazionale, in particolare nel settore del turismo.
In molti casi, i governi hanno direttamente contribuito alla crescita delle loro compagnie di bandiera, in genere attraverso incentivi fiscali. L'istituzione dei concorrenti sotto forma di altre compagnie aeree registrate a livello locale può essere vietato, o fortemente regolato per evitare la concorrenza diretta.
In alcuni casi, uno Stato che non possiede una propria compagnia aerea, può stringere degli accordi prioritari con una determinata compagnia aerea, di proprietà di privati, per i viaggi dei dipendenti statali. Negli Stati Uniti, per esempio, i finanziamenti per i viaggi internazionali da parte dei dipendenti pubblici è limitata a US flag air carriers sotto la legge Fly America Act. Questa terminologia si riferisce ad una serie di compagnie aeree statunitensi con cui il governo ha, oppure ha avuto, rapporti preferenziali per il trasporto dei dipendenti pubblici.
Nell'ultimo decennio, tuttavia, molte compagnie aeree di bandiera sono state cedute in parte o vendute completamente a privati, passando così da impresa pubblica a una normale impresa privata; l'industria aeronautica è stata progressivamente regolamentata e liberalizzata, ciò permette una maggiore libertà da parte dei privati, in particolare negli Stati Uniti e nell'Unione europea con la firma degli accordi di Open Skies, questo ha reso la designazione di compagnia di bandiera meno importante di quanto non lo fosse in passato.
La locuzione "compagnia aerea di bandiera" è anche usata quindi per riferirsi a qualsiasi compagnia aerea dominante o di maggiori dimensioni in un paese, o in riferimento ad una compagnia aerea che un tempo era statale ma ora non lo è più, lampante è il caso della Pan American World Airways, che è sempre stata considerata la compagnia di bandiera degli Stati Uniti ma di fatto non lo è mai stata; altro caso è quello di British Airways, privatizzata da diversi anni, ancora oggi considerata compagnia aerea di bandiera del rispettivo paese.

## Caratteristiche
Le attività delle compagnie aeree di bandiera dipendono anche dal rapporto tra l'eventuale Stato possessore e lo Stato in cui tale compagnia vuole operare. Se due Stati sono in conflitto sarà difficile che quello rivale conceda diritti di volo sul proprio territorio nazionale ad una compagnia aerea di quello con cui è in conflitto.
Le agevolazioni, per quanto concerne le operazioni nazionali e internazionali, riguardano vari settori: diritti di volo, aiuti economici di Stato e continuità territoriale sui collegamenti che devono attraversare le acque internazionali.